# UGC 695
UGC 695 ist eine leuchtschwache Spiralgalaxie im Sternbild Cetus. Sie ist rund 32 Millionen Lichtjahre von der Milchstraße entfernt.
Diese Art von Galaxien sind so lichtschwach, dass ihre Helligkeit geringer ist als die Hintergrundhelligkeit der Erdatmosphäre, was ihre Beobachtung erschwert, welche das Ergebnis der relativ geringen Anzahl von Sternen und Staubwolken ist. Des Weiteren sind die Sterne über ein relativ großes Gebiet verteilt.